# Pristipomoides filamentosus
Pristipomoides filamentosus es una especie de peces de la familia Lutjanidae en el orden de los Perciformes.

## Morfología
• Los machos pueden llegar alcanzar los 100 cm de longitud total.

## Hábitat
Es un pez de mar de aguas profundas que vive entre 40-400 m de profundidad.

## Distribución geográfica
Se encuentra desde el África Oriental hasta Hawaii, Tahití, el sur del Japón y el este de Australia.

## Uso comercial
Se comercializa fresco.